# 吳宗軒
吳宗軒（Tsung-Hsuan Wu，1994年7月9日—），臺灣男排球選手，畢業於臺灣師範大學，目前效力於連莊男子排球隊，背號11號。左撇子，位置為副攻手，主打2號位。

## 經歷
- 新北市重慶國小田徑隊
- 新北市重慶國小排球隊
- 新北市板橋國中排球隊
- 新北市華僑高中排球隊
- 臺北市臺灣師大排球隊
- 企業排球聯賽美津濃男子排球隊
- 企業排球聯賽臺中太陽神
- 企業排球聯賽連莊

## 國家隊成績
- 2015年亞洲U23男子排球錦標賽 季軍
- 2015年夏季世界大學運動會排球比賽 殿軍
- 2015年亞洲男子排球錦標賽 第6名
- 2015年亞洲男子排球俱樂部錦標賽 冠軍
- 2016年世界排球聯賽  Group3殿軍
- 2016年亞洲盃男子排球錦標賽 殿軍
- 2016年世界男子排球俱樂部錦標賽 第五名
- 2018年亞洲盃男子排球錦標賽 殿軍
- 2018年亞洲運動會男子排球比賽 季軍

## 相關報導
- 2012-01-08 HVL／不愛接發球　華僑大砲手捨主攻改副攻（页面存档备份，存于）【NOWnews】
- 2015-07-04 世大運／左手小將吳宗軒又發威　中華男排退美國3連勝（页面存档备份，存于）【ETtoday】
- 2015-07-24 世大運亮眼「黃金左手」吳宗軒　男排亞錦賽披中華戰袍（页面存档备份，存于）【ETtoday】
- 2015-07-28 扣殺角度不可思議　男排新左腕吳宗軒讓伊朗教練驚豔（页面存档备份，存于）【ETtoday】
- 2015-08-15 亞俱男排／黃金左手吳宗軒　撞臉泳壇男神寧澤濤？（页面存档备份，存于）【ETtoday】
- 2015-12-02 吳宗軒世大運竄紅　獲企排最佳男球員肯定（页面存档备份，存于）【ETtoday】
- 2016-01-27 新一代「黃金左手」— 副攻吳宗軒！【排球筆記】
- 2016-06-21 黃金左手吳宗軒　世界男排聯賽最佳扣球高居第2（页面存档备份，存于）【ETtoday】

## 外部連結
- 吳宗軒的Facebook專頁 （页面存档备份，存于）
- 吳宗軒的Instagram帳戶